# Sarai Sánchez Castillo
Sarai Sánchez Castillo (ur. 28 lipca 1981 w Valencii) – wenezuelska szachistka i trener szachowy (FIDE Arbiter od 2014), pierwsza arcymistrzyni w historii tego kraju (tytuł otrzymała w 2007 roku).

## Kariera szachowa
W latach 1998–2001 kilkukrotnie uczestniczyła w mistrzostwach świata juniorek w kategoriach do 18 i 20 lat, najlepszy wynik osiągając w 1999 r. w Oropesa del Mar, gdzie w grupie do 18 lat zajęła XI miejsce. W 2001 r. zdobyła w Cuzco tytuł  mistrzyni państw panamerykańskich juniorek do 20 lat. W 2005 r. podzieliła I m. (wspólnie z Marthą Fierro Baquero) w Paracotos, natomiast w 2007 r. zdobyła srebrny medal indywidualnych mistrzostw Ameryki, rozegranych w San Luis. Dzięki temu sukcesowi, w 2008 r. wystąpiła w Nalczyku w pucharowym turnieju o mistrzostwo świata, w I rundzie przegrywając z Pią Cramling. W 2009 r. zdobyła w Cali brązowy medal podczas kolejnych mistrzostw Ameryki kobiet.
W latach 2000–2014 ośmiokrotnie wystąpiła na szachowych olimpiadach, największy sukces odnosząc w 2006 r. w Dreźnie, gdzie zdobyła brązowy medal za wynik indywidualny.
Najwyższy ranking w dotychczasowej karierze osiągnęła 1 października 2006 r., z wynikiem 2340 punktów zajmowała wówczas pierwsze miejsce wśród wenezuelskich szachistek oraz 130. miejsce na światowej liście Międzynarodowej Federacji Szachowe.